# Papiu Ilarian
Papiu Ilarian (węg. Mezőbodon) – wieś w Rumunii, w okręgu Marusza, w gminie Papiu Ilarian. W 2011 roku liczyła 693 mieszkańców.